# La Belle du Pacifique
Pour plus de détails, voir Fiche technique et Distribution.
La Belle du Pacifique (Miss Sadie Thompson) est un film américain réalisé en Technicolor et en relief (3D) par Curtis Bernhardt, sorti en 1953.

## Synopsis
Sur une île du Pacifique Sud, une femme au passé trouble, surveillée de près par un missionnaire puritain, se joint à un groupe de soldats. Peu après la Seconde Guerre mondiale, le bateau L'Orduna vogue vers la Nouvelle-Calédonie. Subitement un passager meurt du Typhus. Les autres passagers sont mis en quarantaine et débarqués sur une petite île sur laquelle se trouve une base militaire américaine. Faisant partie des voyageurs, le missionnaire Alfred Davidson, fanatique et austère, et Sadie Thompson, femme pleine de vie qui ne laisse pas les soldats indifférents. Le sergent O'Hara en tombe amoureux et lui propose de l'épouser. Mais Davidson n'est pas d'accord et reconnaît en Sadie l'entraîneuse d'une célèbre boîte de nuit de Honolulu. Il compte la remettre sur le droit chemin...

## Fiche technique
- Titre : La Belle du Pacifique
- Titre original : Miss Sadie Thompson
- Réalisation : Curtis Bernhardt
- Scénario : Harry Kleiner d'après la nouvelle Miss Thompson (renommée  Rain) de William Somerset Maugham
- Production : Jerry Wald (assistant : Lewis J. Rachmil)
- Musique : George Duning
- Directeur musical : Morris Stoloff
- Chorégraphie : Lee Scott
- Société de production : Columbia Pictures
- Photographie : Charles Lawton Jr.
- Montage : Viola Lawrence
- Direction artistique : Carl Anderson
- Décorateur de plateau : Louis Diage
- Costumes : Jean Louis
- Pays d'origine : États-Unis
- Langue : anglais
- Format : Couleur (Technicolor) - 35 mm 3D
- Genre : Drame
- Durée : 91 min
- Dates de sortie : 
  - États-Unis : 23 décembre 1953
  - France : 27 août 1954 Paris
- Affiche : Boris Grinsson (France)

## Distribution
- Rita Hayworth (VF : Claire Guibert) : Sadie Thompson
- José Ferrer (VF : Jean Davy) : Alfred Davidson
- Aldo Ray (VF : Jean Clarieux) : Sergent Phil O'Hara
- Russell Collins (VF : François Valorbe) : Docteur Robert MacPhail
- Diosa Costello (en) (VF : Micheline Bezançon) : Ameena Horn
- Harry Bellaver (VF : Pierre Michau) : Joe Horn
- Wilton Graff (VF : Pierre Morin) : le gouverneur
- Peggy Converse : Mme Davidson
- Henry Slate (VF : Claude Bertrand) : Griggs
- Rudy Bond (VF : André Bervil) : Hodges
- Charles Buchinsky BRONSON (VF : Pierre Trabaud) : Edwards
- Peter Chong (en) (VF : Teddy Bilis) : Chung

## Autour du film
Il s’agit de la troisième adaptation du roman Miss Thompson de William Somerset Maugham, après Faiblesse humaine (1928) de Raoul Walsh et Pluie (1932) de Lewis Milestone.